# خط فوجیکیوکو
خط فوجیکیوکو (به ژاپنی: 富士急行線, Fuji-Kyūkō-sen)، یک خط راه‌آهن خصوصی ژاپنی در استان یاماناشی، بین ایستگاه اوتسوکی در اوتسوکی، یاماناشی و ایستگاه کاواگوچیکو در فوکاجیواگوچیکو، یا است. این تنها خط ریلی است که توسط فوجی کیوکو اداره می‌شود.